# Rattenblech

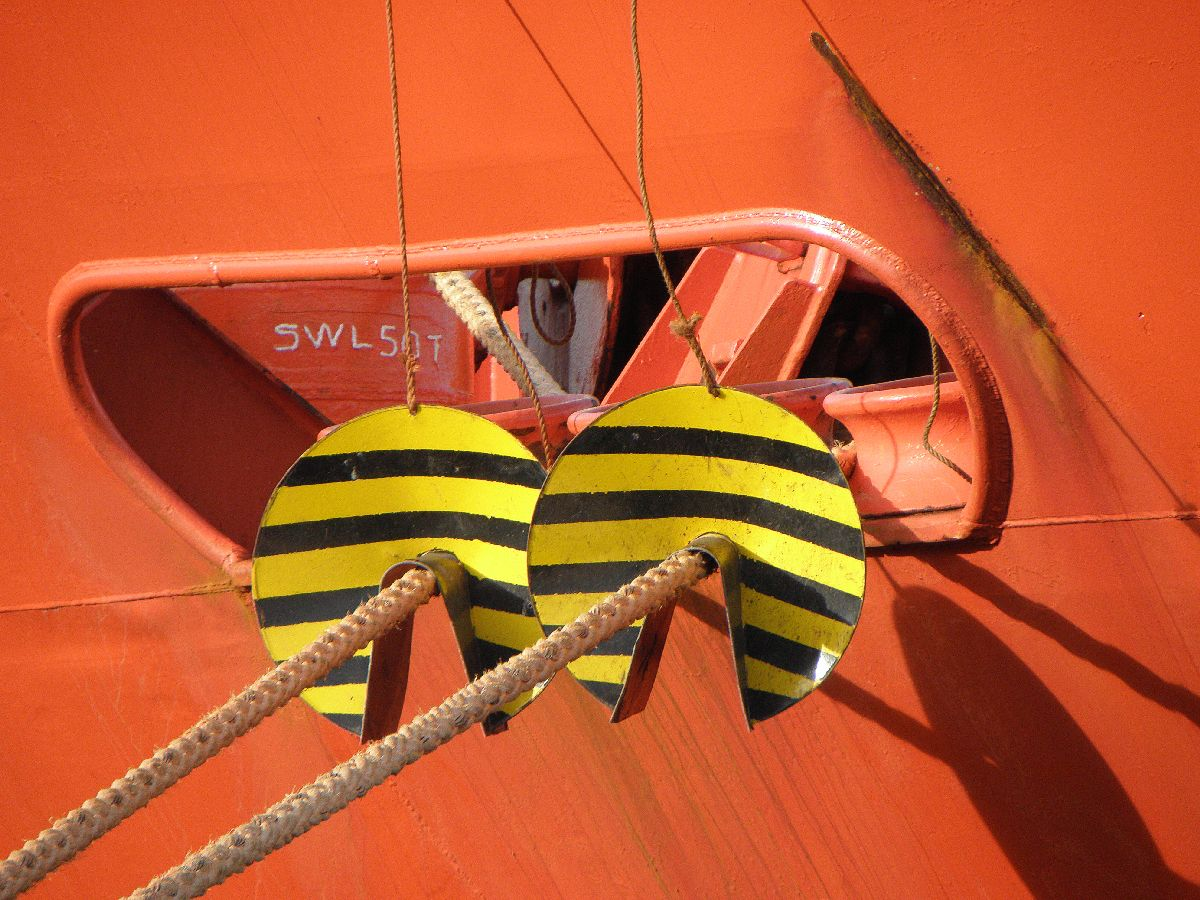
Typische Rattenbleche

Ein Rattenblech oder Rattenteller wird in der Seefahrt verwendet, damit Ratten im Hafen nicht über eine Festmacherleine an Bord eines Bootes oder Schiffes kommen können. Es handelt sich oft um ein kreisförmiges Blech mit circa 1 m Durchmesser und einem Schlitz vom Rand zur Mitte, damit das Blech auf den Festmacher gesteckt werden kann. Nach dem Aufstecken zeigt der Schlitz nach unten. Das Blech ist etwas kegelförmig und wird mit der Kegelspitze in Richtung Schiff aufgesteckt. Rattenteller werden meist nahe dem Schiffsrumpf, seltener in der Nähe des Pollers aufgesteckt.
Da Ratten auch auf anderem Wege (etwa über die Ladung) an Bord gelangen können, sind neben der Prophylaxe mittels Rattenblechen aus seuchenhygienischer Sicht dennoch ggf. weitere Bekämpfungsmaßnahmen (z. B. Begasung der Laderäume mit Blausäure) erforderlich. 
Auf Yachten wird ersatzweise oft eine längs aufgeschnittene Plastikflasche verwendet, die auf die Festmacherleine gesteckt wird und sich um das Seil dreht, wenn eine Ratte darauf springt.

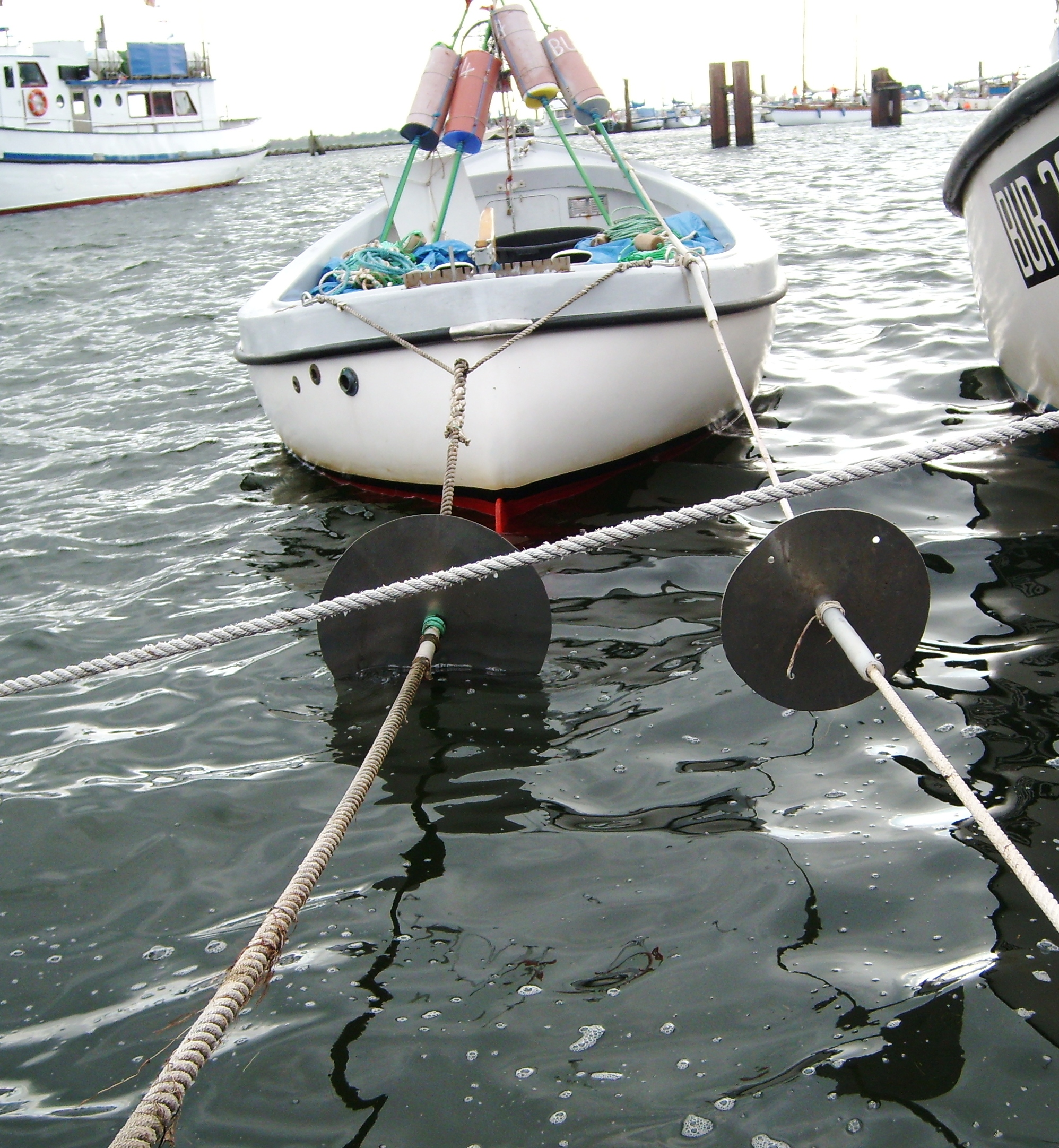
Rattenblech an einem kleinen Fischerboot
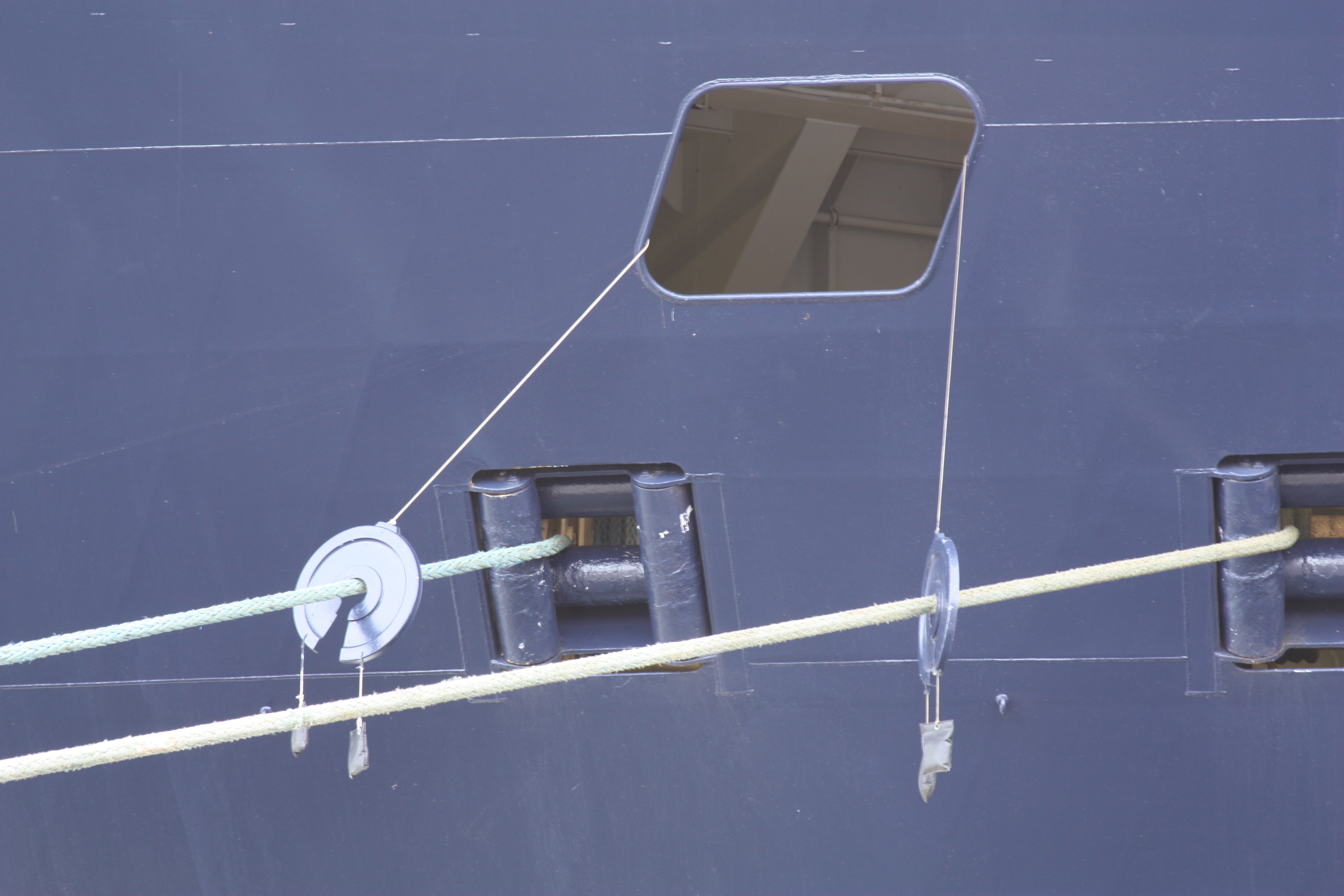
Rattenteller mit kleinen Ballastsäckchen
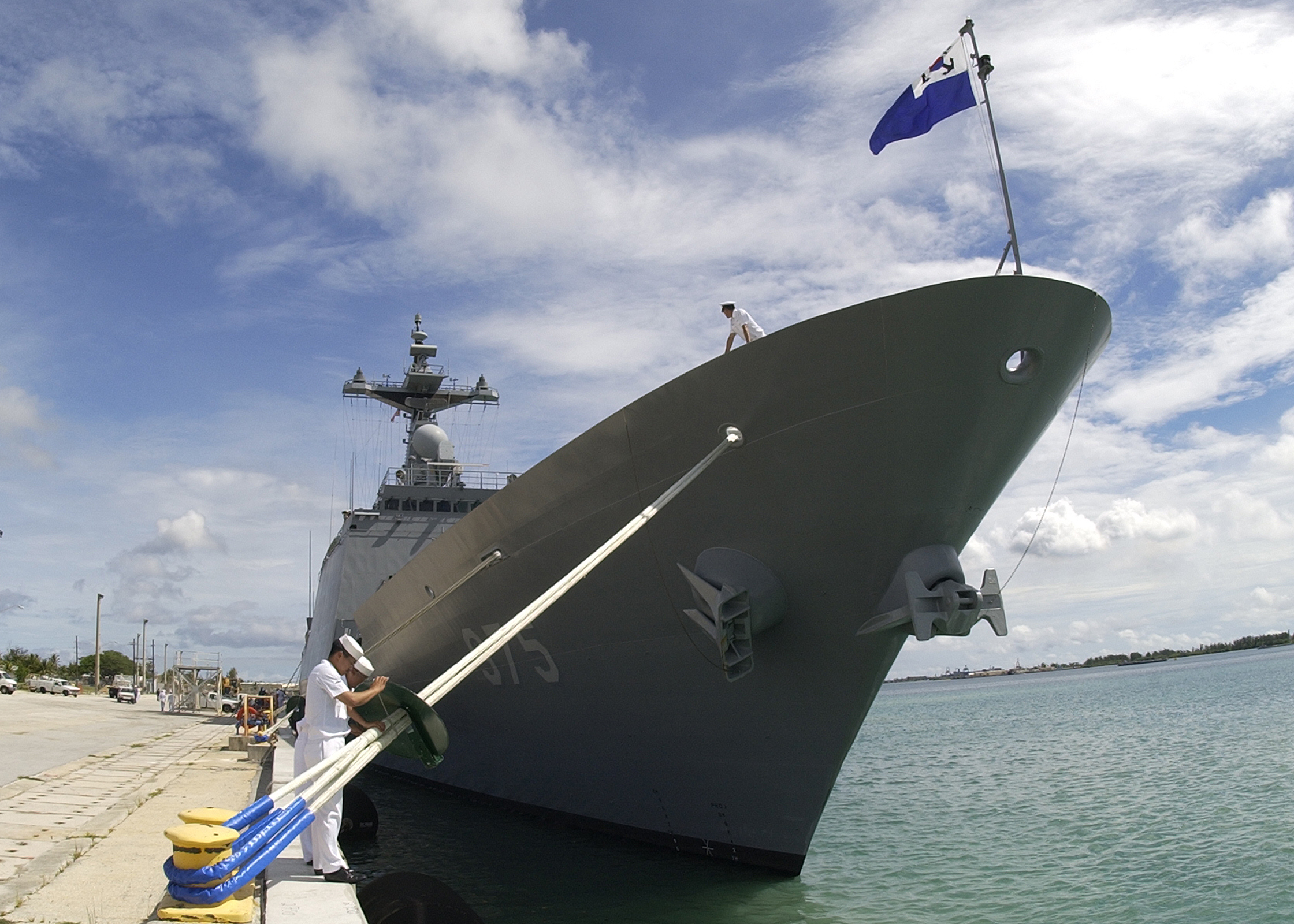
Rattenblechinstallation an einem Kriegsschiff
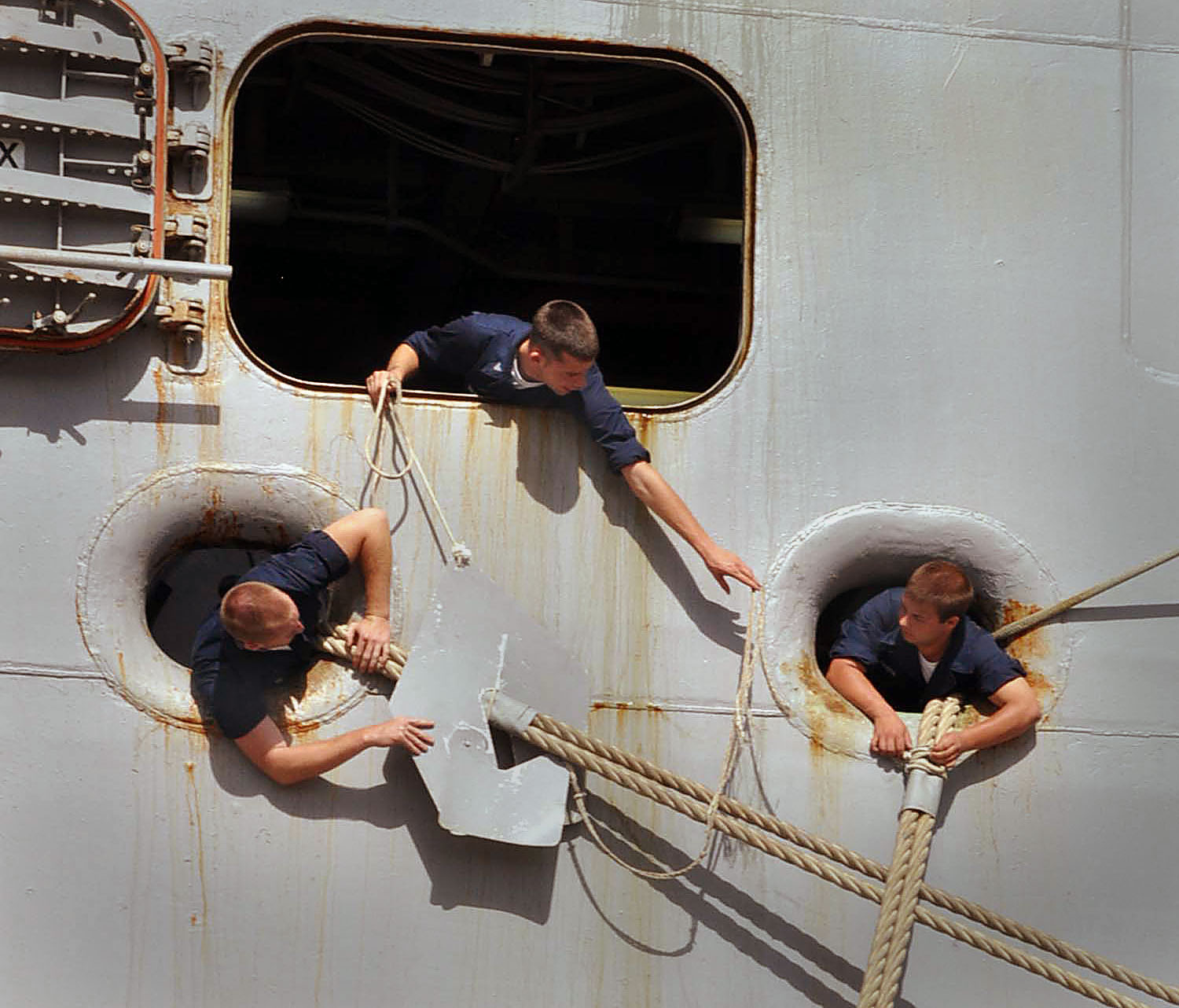
Rattenblechplazierung in Guantanamo Bay